# Apheliona ferruginea
Apheliona ferruginea är en insektsart som först beskrevs av Matsumura 1931.  Apheliona ferruginea ingår i släktet Apheliona och familjen dvärgstritar. Inga underarter finns listade i Catalogue of Life.